# Сал (місто)
Сал (Catalan pronunciation: [ˈsal]) — муніципалітет в Каталонії, в Іспанії, в комарці Жирунес. Він розташований на правому березі Теру поруч із Жироною, з якою був об'єднаний з 1974 по 1984 рік. Через муніципалітет проходять автомагістраль A-7 та дорога N-141.
З 1895 року Солт був тимчасовою кінцевою станцією Жирони на вузькоколійній залізниці Улот–Жирона, поки в 1898 році не було відкрито коротку ділянку до залізничної станції Жирони. Спочатку лінія проходила лише до Амера, але її було продовжено до Лас-Планас-д'Устолас у 1900 році, Сан-Фаліу-да-Пальєролс у 1902 році та Улот у 1911 році. Лінія закрита в 1969 році і з тих пір була перетворена на зелену дорогу.

## Демографія
Сіль відома своїм високим етнічним різноманіттям. У населенні Салту представлено понад 77 національностей: у 2011 році 17739 (56 %) були іспанцями, 5 032 (15 %) були марокканцями; 1863 (6%) гамбійці; 1272 (4%) Гондурас; 728 (2%) малийців і 554 (1,7%) сенегальців.

## Виробництво
Сал є батьківщиною компанії Gas Gas, яка виробляє та експортує позашляхові мотоцикли та всюдиходи по всьому світу зі своєї бази Сал.

## Видатні люди
- Луїс Ділме і Ромагос (1960-), архітектор і містобудівник
- Дельфі Гелі (1969-), футболіст
- Анна Аллен (1977-), актриса